# Morinda elliptifolia
Morinda elliptifolia är en måreväxtart som beskrevs av Eduardo Quisumbing y Argüelles och Elmer Drew Merrill. Morinda elliptifolia ingår i släktet Morinda och familjen måreväxter. Inga underarter finns listade i Catalogue of Life.